# Tom Parker (cantor)
Thomas Anthony Parker (Bolton, 4 de agosto de 1988 – Bromley, 30 de março de 2022), mais conhecido como Tom Parker, foi um cantor inglês, sendo mais conhecido por ter sido membro da boy band britânica-irlandesa The Wanted.

## Carreira
Parker nasceu e cresceu em Bolton, Inglaterra. Aprendeu a tocar violão aos dezesseis anos, após experimentar o violão de seu irmão mais velho. Fez um teste para o talent show The X Factor, mas não passou da primeira rodada. Foi admitido na Manchester Metropolitan University para estudar Geografia, mas desistiu para investir na carreira de cantor profissional.  Parker foi membro de uma banda de tributo ao Take That conhecida como Take That II e fez uma turnê no norte da Inglaterra, antes de se juntar ao The Wanted em 2009. 
Como membro da boyband The Wanted, Parker teve 10 singles e 3 álbuns no top 10 do Reino Unido. A banda alcançou grande sucesso internacional e vendeu mais de 10 milhões de discos.
Parker também era DJ e colaborou com Richard Rawson em uma faixa chamada "Fireflies", que foi lançada em agosto de 2014. Em maio de 2015,  foi confirmado para participar da versão britânica do Celebrity Masterchef, mas foi eliminado nas semifinais da competição. Em outubro de 2015, Parker lançou um single solo intitulado "Undiscovered" e anunciou as datas de uma turnê em seu website. Em fevereiro de 2016, foi confirmado que substituiria Tina Hobley no programa The Jump, do Channel 4, depois que ela caiu sobre o braço e deslocou o cotovelo. Ele  terminou em terceiro lugar na série.
Em 2017, Parker foi escalado para a turnê do Grease no Reino Unido, como Danny Zuko.

## Vida pessoal
Parker se casou com Kelsey Hardwick em 2018. Eles tiveram uma filha, que nasceu em 2019, e em junho de 2020 anunciaram que estavam esperando um menino para o mês de novembro.
Em 12 de outubro de 2020, Parker anunciou que havia sido diagnosticado com um glioblastoma de estágio 4 inoperável. Ele sofreu uma convulsão em julho e foi submetido a uma ressonância magnética. Posteriormente, sofreu uma convulsão durante uma viagem com a família.

### Morte
Em 30 de março de 2022, sua esposa, Kelsey Hardwick, anunciou seu falecimento.